# 昆杜尔村委员会
昆杜尔村委员会（俄语：Кундурский сельсовет）是俄罗斯联邦阿穆尔州阿尔哈拉区所属的一个村委员会。其下辖有3个居民点，行政中心为昆杜尔。据2016年统计，该村委员会的人口为741人。